# ГӀ
ГІ – dwuznak cyrylicy wykorzystywany w zapisie języków: agulskiego, arczyńskiego, awarskiego, cachurskiego, czeczeńskiego, inguskiego, tackiego oraz języków dargińskich. W abazyńskim oznacza dźwięk [ʕ], czyli spółgłoskę szczelinową gardłową dźwięczną. W rutulskim oznacza dźwięk [ɣ], czyli spółgłoskę szczelinową miękkopodniebienną dźwięczną. 
Przykład użycia digrafu w języku abazyńskim: гIара́бчи, co tłumaczy się jako furman. 

## Kodowanie
| Forma     | Wygląd | Części składowe | Części składowe |
| --------- | ------ | --------------- | --------------- |
| majuskuła | ГӀ     | U+0413 Г        | U+04C0 Ӏ        |
| minuskuła | гӀ     | U+0433 г        | U+04C0 Ӏ        |